# Danyang, Fujian
Danyang (kinesiska: 丹阳) är en köping i sydöstra Kina. Den ligger i Lianjiang härad i provinshuvudstaden Fuzhou i provinsen Fujian, omkring 35 kilometer nordost om centrala Fuzhou. Antalet invånare är 24 284. Befolkningen består av 11 713 kvinnor och 12 571 män. Barn under 15 år utgör 17,0 %, vuxna 15-64 år 72 %, och äldre över 65 år 9,0 %.